# Alexandre Berthier de Wagram
Pour les articles homonymes, voir Alexandre Berthier (homonymie).
Louis Philippe Marie Alexandre Berthier de Wagram, né le 24 mars 1836 à Paris et mort le 15 juillet 1911 au Château de Grosbois à Boissy-Saint-Léger, 2e duc de Wagram et 3e prince de Wagram, est un homme politique français.

## Biographie
Alexandre Berthier de Wagram est le fils de Napoléon Alexandre Berthier, 1er duc de Wagram (1817) et 2e prince de Wagram, et de Zénaïde Clary (fille de Joseph Nicolas Clary, 1er comte Clary, et nièce des reines Désirée [Bernadotte] de Suède et Julie [Bonaparte] d'Espagne), et le petit-fils du maréchal Louis-Alexandre Berthier, premier général de Napoléon.

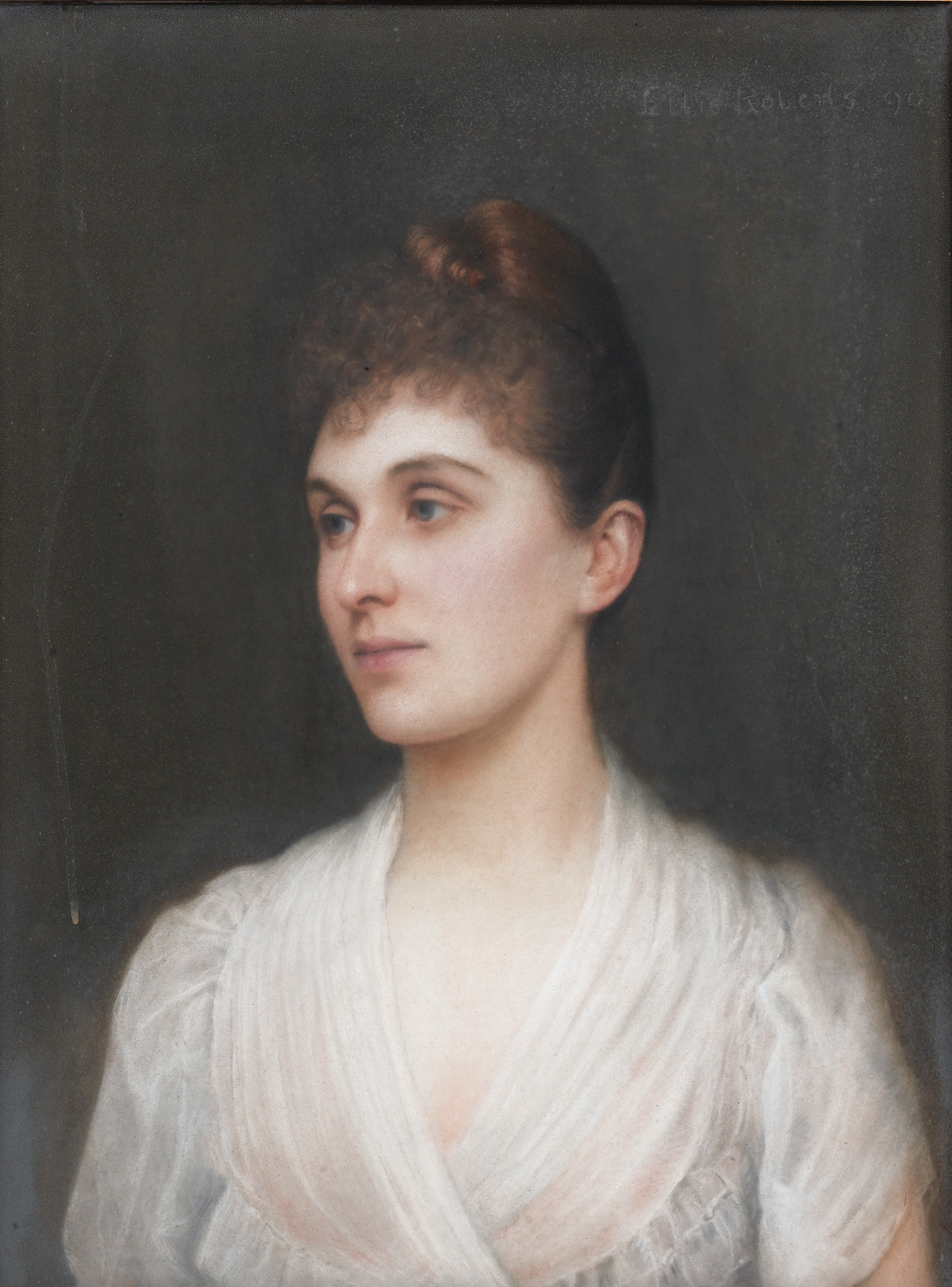
Bertha-Clara von Rothschild
Ellis William Roberts, 1890

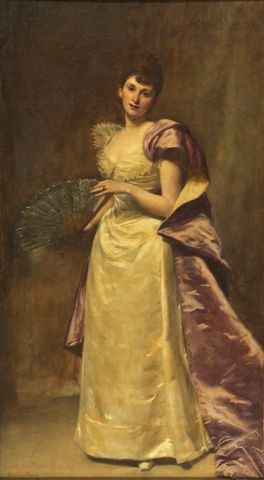
Berthe Claire de Rothschild, en partance pour l'Opéra
Carolus-Duran, vers 1900
Collection privée

Il épouse en 1882 la baronne Bertha Clara von Rothschild (1862-1903), fille du baron Mayer Carl von Rothschild, dont il eut Alexandre Louis Philippe Marie Berthier, 4e prince de Wagram, né en 1883 et mort pour la France en 1918, Élisabeth (1885–1960) et Marguerite (1887-1966), laquelle épousa Jean Victor de Broglie (1878-1974).
Propriétaire du château de Grosbois, il est conseiller général pour le canton de Boissy-Saint-Léger de 1870 à 1877, succédant à son père.